# IGN
IGN (ehemals Imagine Games Network) ist ein internationales, ursprünglich US-amerikanisches Online-Magazin zum Thema Videospiele und Unterhaltung. IGN bietet neben dem Hauptportal diverse Unterseiten, von denen jede eine eigene Subdomain besitzt. Sie werden als „Channel“ bezeichnet und behandeln Videospiele für verschiedene Plattformen. Andere Channel befassen sich mit Cheats, FAQs und Komplettlösungen für Videospiele, ferner gibt es Channels für andere Bereiche in Kunst und Kultur.

## Geschichte
IGN wurde im September 1996 als Imagine Games Network gegründet und begann mit fünf individuellen Seiten: N64.com, PSXPower, Saturnworld, Next-Generation.com und Ultra Game Players Online. Das Wachstum dieser Seiten ermöglichte es IGN, ihr Netzwerk im April 1997 zu erweitern, weitere Angestellte anzuwerben und ein werbeorientiertes Partnernetzwerk zu gründen.
1998 fasste IGN alle Seiten als Kanäle der IGN-Marke zusammen, allerdings ohne Next-Generation und Ultra Game Players Online, da UGPO nicht mit der Schließung des Magazins einverstanden war und Next-Generation zugunsten des „Daily Radars“ gestoppt werden sollte (welches nicht lange überlebte).
2005 hatte IGN 23 Millionen verschiedene Besucher im Monat sowie 5 Millionen registrierte Benutzer auf allen Kanälen.

## Das Unternehmen (IGN Entertainment)

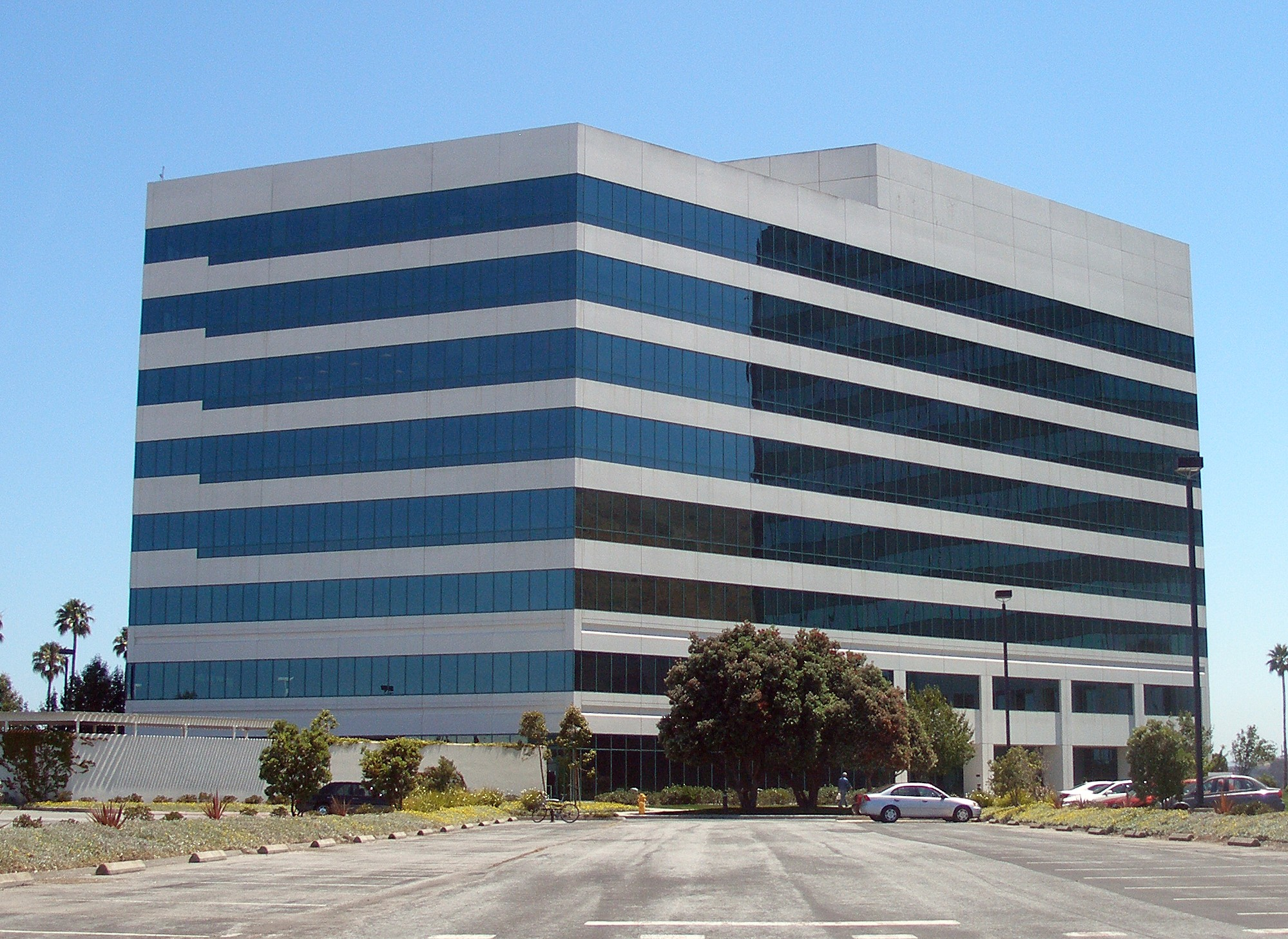
Die ehemalige Zentrale von IGN Entertainment in Brisbane, Kalifornien

Ursprünglich stand IGN für Imagine Games Network, doch am 1. Februar 1999 trennte sich IGN von Imagine Media, um ein eigenes Unternehmen zu gründen. Später sagte Peer Schneider, der „Vice President of Publishing“, es stehe für Internet Generation Network. Der Unternehmensname, Afflilation Networks, wurde zu Snowball.com geändert und wurde zu einem öffentlichen Unternehmen, nachdem es sich von Imagine Media getrennt hatte.
IGN hat mehrere andere Unternehmen gekauft, z. B. das Vault-Network mitsamt den Foren (damals noch „Snowball“) im Jahre 1999. Im März 2004 kaufte IGN GameSpy Industries. Für drei Monate hieß das Unternehmen IGN/GameSpy, bevor es sich in IGN Entertainment umbenannte. Im Juni kaufte IGN Rotten Tomatoes, was es für eine kurze Zeit zur größten unabhängigen Spieleseite an der Börse machte. Heute ist IGN nicht mehr öffentlich handelbar.
Im Februar 2005 kaufte IGN 3D Gamers und im Juni AskMen.com. Am 8. September 2005 verkündete das Unternehmen News Corporation, dass es 92,3 % der Anteile von IGN für insgesamt 650 Millionen US-Dollar gekauft hätte. Dadurch erlangten es Kontrolle über IGN. IGN wurden der Fox Interactive Media zugeordnet, zu der auch Seiten wie foxnews.com und andere Tochterunternehmen der News Corporation gehören.
Am 20. April 2009 übernahm IGN die Onlineangebote des defizitären Fernsehsenders GIGA, wodurch sich das Unternehmen den erfolgreichen Sprung auf den deutschen Markt erhoffte. Am 9. Dezember 2009 wurde die gesamte Homepage der IGN neu gestaltet und gleichzeitig ein neues Logo eingeführt. Im August 2010 wurde ein deutschsprachiger Ableger der Website mit eigener Redaktion in Köln eingerichtet.
2011 begann News Corp mit großangelegten Umstrukturierungen der eigenen Angebote und Konzerntöchter. Im April 2011 wurde das lange Zeit defizitäre soziale Netzwerk Myspace abgestoßen. Bereits Ende Februar 2011 wurde dafür die in Deutschland für Social-Media-Angebote zuständige Fox Interactive Media Germany geschlossen, der auch die GIGA-Mitarbeiter angehörten. Im März 2011 übernahm die in Berlin ansässige ECONA Internet AG die Angebote von GIGA. Auch das IGN-Netzwerk wurde für die Ausgründung in eine eigenständige Unternehmensgruppe umstrukturiert. Ein Teil dieser Maßnahme stellte die Übernahme des UGO-Netzwerks von der Hearst Corporation dar, zu dem auch die Website 1Up.com zählte.
Im Februar 2013 übernahm schließlich der Medienkonzern Ziff Davis das IGN Network von der News Corp. Der neue Eigentümer beschloss, sich auf die Kernmarken IGN und AskMen zu konzentrieren. Im Zuge der Neuausrichtung wurden die Netzwerkseiten GameSpy, UGO Entertainment und 1UP daher geschlossen.
Im Mai 2024 übernahm IGN das Unternehmen Gamer Network, zu dem Marken wie Eurogamer, GamesIndustry.biz, VG247 und Rock Paper Shotgun gehörten.